# МГИМО
Московски државни институт међународних односа Министарства иностраних послова Русије је универзитет у Москви. Основан је 1943. године као факултет московског државног универзитета. Године 1944. је био претворен у самостални институт. Данас има 12 факултета на којима има више од 4.500 искључиво иностраних студената.
Основни факултети МГИМО су: 
- Факултет међународних односа
- Факултет међународног права
- Факултет међународних економских односа
- Факултет међународног новинарства
- Факултет политичког знања
- Факултет међународног бизниса и пословног руковања.

На МГИМО се предаје на више од 50 језика, укључујући енглески (који је обавезан), руски, немачки, француски, шпански, португалски, кинески, корејски, јапански, хинди, арапски, хебрејски, српски и многе друге.